# Regionalwahl in der Emilia-Romagna 1975

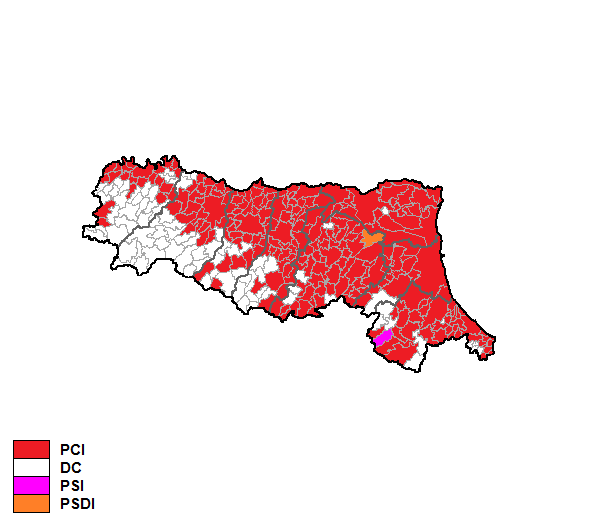
Siegreiche Parteien in den Kommunen bei den Regionalwahlen 1975 in der Emilia-Romagna

Die Regionalwahl in der Emilia-Romagna 1975 fand am 15. und 16. Juni statt.

## Wahlergebnis
| Listen            | Listen                                        | Stimmen   | %    | Mandate |
| ----------------- | --------------------------------------------- | --------- | ---- | ------- |
|                   | Partito Comunista Italiano                    | 1.363.477 | 48,3 | 26      |
|                   | Democrazia Cristiana                          | 713.036   | 25,3 | 13      |
|                   | Partito Socialista Italiano                   | 288.928   | 10,2 | 4       |
|                   | Partito Socialista Democratico Italiano       | 146.492   | 5,2  | 2       |
|                   | Partito Repubblicano Italiano                 | 109.941   | 3,9  | 2       |
|                   | Movimento Sociale Italiano – Destra Nazionale | 103.810   | 3,7  | 1       |
|                   | Partito Liberale Italiano                     | 52.187    | 1,8  | 1       |
|                   | Partito di Unità Proletaria per il Comunismo  | 45.651    | 1,6  | 1       |
| Gesamt            | Gesamt                                        | 2.823.522 | 100  | 50      |
|                   |                                               |           |      |         |
| Ungültige Stimmen | Ungültige Stimmen                             | 84.887    | 2,9  |         |
| Wähler            | Wähler                                        | 2.908.409 | 96,6 |         |
| Wahlberechtigte   | Wahlberechtigte                               | 3.010.154 |      |         |